# Vermoeden van Fermat-Catalan
In de getaltheorie combineert het vermoeden van Fermat-Catalan de ideeën van de laatste stelling van Fermat en het vermoeden van Catalan, vandaar de naam. Het vermoeden zegt dat de vergelijking {\displaystyle a^{m}+b^{n}=c^{k}\quad } slechts eindig veel oplossingen heeft waarvoor geldt dat {\displaystyle {\frac {1}{m}}+{\frac {1}{n}}+{\frac {1}{k}}<1}, met verschillende waardes van het co-priem tripel {\displaystyle \left(a^{m},b^{n},c^{k}\right)}.
In 2014 waren er 10 bekend:
{\displaystyle 1^{m}+2^{3}=3^{2}\;}
{\displaystyle 2^{5}+7^{2}=3^{4}\;}
{\displaystyle 13^{2}+7^{3}=2^{9}\;}
{\displaystyle 2^{7}+17^{3}=71^{2}\;}
{\displaystyle 3^{5}+11^{4}=122^{2}\;}
{\displaystyle 33^{8}+1549034^{2}=15613^{3}\;}
{\displaystyle 1414^{3}+2213459^{2}=65^{7}\;}
{\displaystyle 9262^{3}+15312283^{2}=113^{7}\;}
{\displaystyle 17^{7}+76271^{3}=21063928^{2}\;}
{\displaystyle 43^{8}+96222^{3}=30042907^{2}\;}
De eerste van deze (1m+23=32) is de enige oplossing waarbij een van a, b of c gelijk aan 1 is, zo zegt het Vermoeden van Catalan, dat in 2002 bewezen is door Preda Mihăilescu. Hoewel deze vergelijking oneindig veel oplossingen geeft zolang m maar groter is dan 6. Dit is echter maar een oplossing aangezien dit geen verschillende waardes am, bn en ck zijn
Als het ABC-vermoeden vermoeden waar is, is dit vermoeden ook waar.